# Bularga
Bularga este un cartier din municipiul Iași. 

## Etimologie
Bularga este numele unei persoane înstărite care a locuit, cândva, în zonă. 

## Geografie
Cartierul Bularga se află în sudul orașului Iași.

## Transport
- Autobuz: 27, 29, 30, 30b, 42, 43, 43c, 46